# Nigma walckenaeri
Espèce
Synonymes
- Aranea viridissima Walckenaer, 1802 nec De Geer, 1778
- Dictyna viridissima vulnerata Simon, 1914
- Dictyna walckenaeri Roewer, 1951

Nigma walckenaeri est une espèce d'araignées aranéomorphes de la famille des Dictynidae.

## Distribution

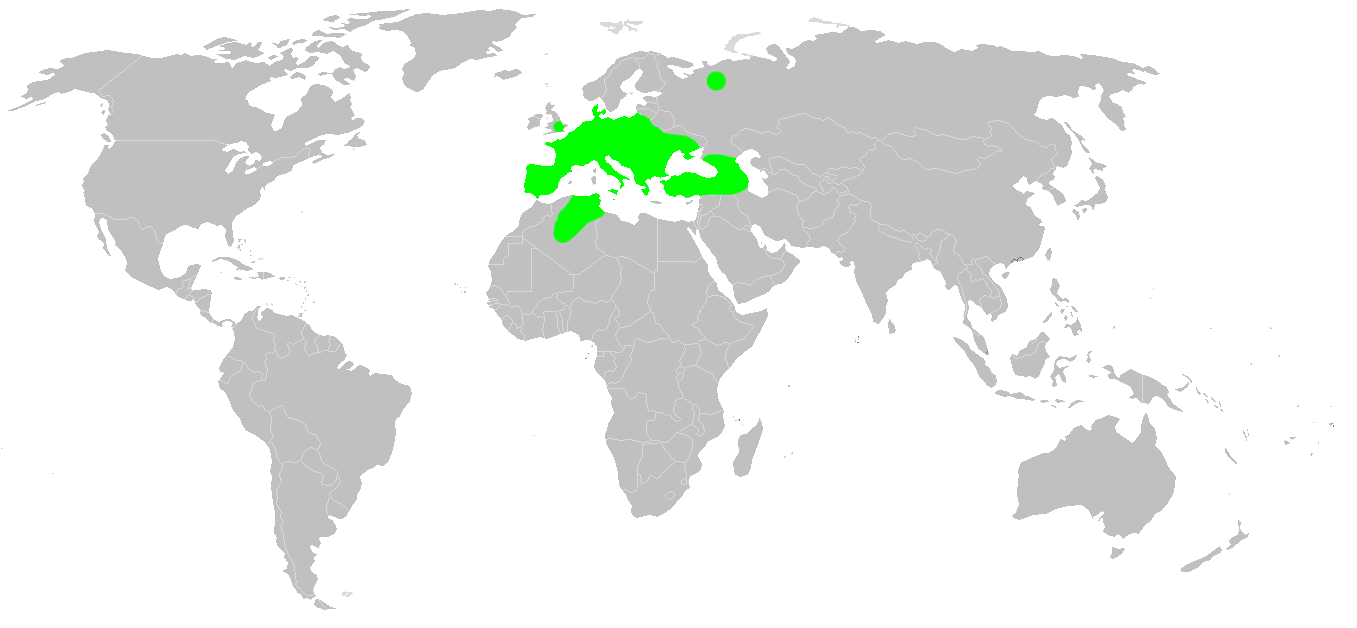
Distribution.

Cette espèce se rencontre en Europe, en Afrique du nord-est, en Asie de l'Ouest et en Turquie.

## Habitat
Elle semble assez fréquente dans les jardins anglais, y compris de grandes banlieues comme celle de Londres, mais rares dans les régions d'agriculture intensive (elle figure sur la liste rouge des araignées menacées en Flandre en Belgique, comme au moins 300 autres espèces parmi un total d'un peu plus de 600 araignées (604 en 1998) inventoriées au XXe siècle par les inventaires naturalistes. C'est une espèce qui supporte la chaleur (trouvée en région méditerranéenne jusqu'en Grèce et Turquie, mais qui semble en expansion en Europe de l'Ouest.
Comme de nombreuses autres espèces d'araignées (ex : 1/3 des espèces d'araignées de Belgique a été retrouvé dans la ville de Gand). Elle profite peut être du fait que les jardins de villes et banlieues reçoivent moins d'insecticides que les campagnes environnantes.

## Description
Les mâles mesurent de 3,5 à 4 mm et les femelles de 4,5 à 5 mm.

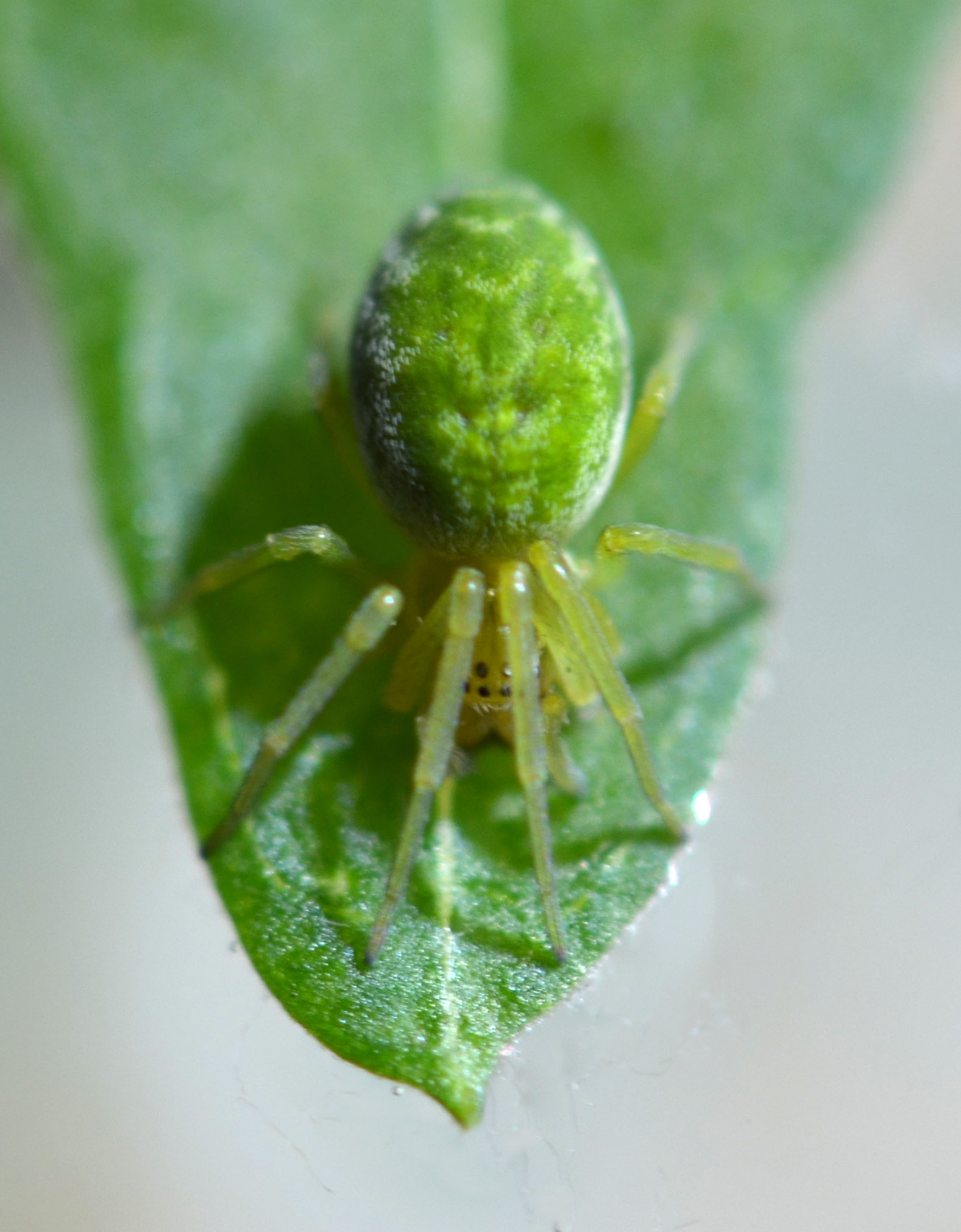
Nigma walckenaeri à l’extrémité d'une feuille de liseron (après avoir été dérangée).

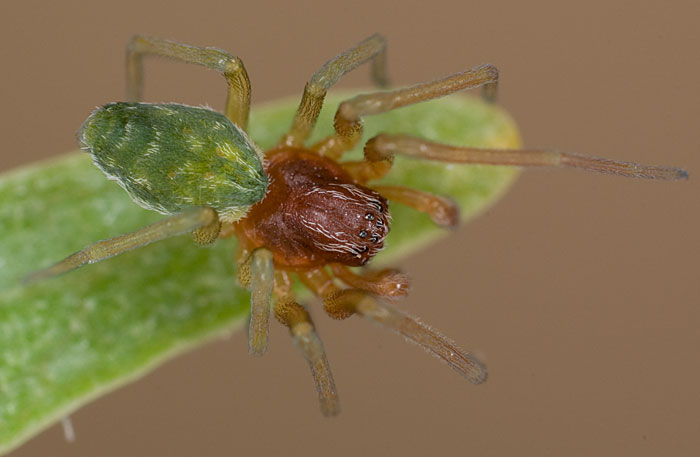
Nigma walckenaeri ♂.

En raison de sa couleur verte, et aussi parce que ses toiles de soie (non collante) sont très petites et généralement cachées sous des feuilles, cette espèce n'est pas aperçue facilement.

## Systématique et taxinomie
Cette espèce a été décrite sous le protonyme Aranea viridissima par Walckenaer en 1802. Elle est placée dans le genre Dictyna par Simon en 1874. Elle est renommée Dictyna walckenaeri par Roewer en 1951 car Dictyna viridissima (Walckenaer, 1802) était préoccupé par Dictyna viridissima De Geer, 1778. Elle est placée dans le genre Heterodictyna par Chamberlin et Gertsch, 1958 puis dans le genre Nigma par Lehtinen en 1967.
Dictyna viridissima vulnerata a été placée en synonymie par Lecigne et al. en 2022.

## Étymologie
Cette espèce est nommée en l'honneur de Charles Athanase Walckenaer.

## Publications originales
- Roewer, 1951 : « Neue Namen einiger Araneen-Arten. » Abhandlungen des Naturwissenschaftlichen Vereins zu Bremen, vol. 32, p. 437-456.
- Walckenaer, 1802 : Faune parisienne. Insectes. ou Histoire abrégée des insectes des environs de Paris. Paris, vol. 2, p. 187-250.